# 多齒粗口鯔
多齒粗口鯔為輻鰭魚綱鯔形目鯔科的其中一種，分布於西南太平洋的澳洲海域，棲息在沿海海域。

## 擴展閱讀
維基物種上的相關：多齒粗口鯔